# Uroš Desnica
Uroš Desnica (serb. Урош Десница; ur. 28 sierpnia 1874 w Obrovacu, zm. 1 lipca 1941 w Splicie) – serbski polityk i prawnik.

## Życiorys
Ukończył studia prawnicze i prowadził kancelarię adwokacką w Zadarze.
Działał w dalmatyńskiej Srpskiej strance. Brał udział w podpisaniu Zadarskiej rezoluciji. Podczas I wojny światowej był internowany we Włoszech. W 1919 roku występował przeciwko włoskiej okupacji Dalmacji.
Był członkiem Zgromadzenia Narodowego Królestwa Serbów, Chorwatów i Słoweńców. Był także senatorem. Opowiadał się za unitaryzmem i centralizmem w Jugosławii. Był zwolennikiem idei Wielkiej Serbii. W trakcie II wojny światowej dołączył do sił czetników.